# Sites mégalithiques de la Mayenne
Cet article recense les sites mégalithiques de la Mayenne, en France.
| \| Laval Château-Gontier Mayenne \| Répartition géographique des mégalithes. · : dolmen - : menhir - : autre site mégalithique |
| Laval Château-Gontier Mayenne                                                                                                  |

## Répartition géographique
68 monuments mégalithiques sont recensés dans le département. Ils ne sont pas uniformément répartis sur le territoire mais se concentrent sur quelques zones : la vallée de Vaudelle, aux environs de Niort-Chantrigné-Aron, dans la forêt de Mayenne, dans la vallée de la Colmont.

## Liste non exhaustive
| Nom                                  | Commune                     | Remarque                                                       | Protection        | Coordonnées                 | Illustration          |
| ------------------------------------ | --------------------------- | -------------------------------------------------------------- | ----------------- | --------------------------- | --------------------- |
| Menhir de la Pierre-du-Fau           | Ahuillé                     |                                                                |                   | 48° 01′ 36″ N, 0° 53′ 16″ O |                       |
| Menhir de la Hune                    | Bazougers                   |                                                                | Classé MH (1889)  | 48° 01′ 09″ N, 0° 37′ 49″ O |                       |
| Menhir du Faix-du-Diable             | La Bigottière               |                                                                | Classé MH (1925)  | 48° 12′ 16″ N, 0° 46′ 26″ O |                       |
| Pierre dressée du Haut-Bois          | Bouchamps-lès-Craon         | Menhir                                                         | Classé MH (1990)  | 47° 47′ 01″ N, 0° 58′ 23″ O |                       |
| Pierres de la Cahorie                | Bouchamps-lès-Craon         |                                                                | Inscrit MH (1989) | 47° 47′ 32″ N, 1° 00′ 05″ O |                       |
| Allée couverte du Petit Vieux Sou    | Brecé                       |                                                                | Inscrit MH (1988) | 48° 22′ 20″ N, 0° 45′ 10″ O |                       |
| Meule de la Cossinière               | Brecé                       |                                                                |                   |                             |                       |
| Pierre de la Garde                   | Brecé                       | menhir autres noms Pierre Saint-Martin, Pierre Saint-Guillaume |                   |                             |                       |
| Polissoir de la Poissonnière         | Brecé                       |                                                                |                   |                             |                       |
| Allée couverte de la Hamelinière     | Chantrigné                  |                                                                | Classé MH (1932)  | 48° 25′ 00″ N, 0° 33′ 30″ O |                       |
| Menhir du Grand Coudray              | Chantrigné                  |                                                                | Classé MH (1976)  | 48° 25′ 40″ N, 0° 35′ 07″ O |                       |
| Allée couverte de la Gasnerie        | Châtillon-sur-Colmont       |                                                                |                   | 48° 21′ 49″ N, 0° 44′ 18″ O |                       |
| Allée couverte de la Grande Burlaie  | Châtillon-sur-Colmont       |                                                                |                   | 48° 20′ 58″ N, 0° 44′ 38″ O |                       |
| Allée couverte du Rocher             | Châtillon-sur-Colmont       |                                                                |                   | 48° 21′ 37″ N, 0° 45′ 08″ O |                       |
| Menhir de la Chaire                  | Châtillon-sur-Colmont       |                                                                |                   | 48° 21′ 42″ N, 0° 45′ 10″ O |                       |
| Menhir de Montcorbeau                | Couesmes-Vaucé              |                                                                | Classé MH (1971)  | 48° 27′ 23″ N, 0° 42′ 52″ O |                       |
| Menhir de Désertines                 | Désertines                  |                                                                | Classé MH (1924)  | 48° 28′ 05″ N, 0° 52′ 03″ O |                       |
| Allée couverte de la Tardivière      | Ernée                       |                                                                | Classé MH (1961)  | 48° 19′ 44″ N, 0° 54′ 51″ O |                       |
| Dolmen de la Contrie                 | Ernée                       |                                                                | Classé MH (1889)  | 48° 19′ 38″ N, 0° 56′ 05″ O |                       |
| Menhir de Painchaud                  | Le Genest-Saint-Isle        |                                                                |                   | 48° 05′ 48″ N, 0° 52′ 21″ O |                       |
| Menhir de la Roche                   | Gorron                      |                                                                | Classé MH (1978)  | 48° 24′ 26″ N, 0° 48′ 10″ O |                       |
| Dolmen de la Pierre                  | Hercé                       |                                                                |                   |                             |                       |
| Menhir du Gué Blandin                | Izé                         |                                                                | Classé MH (1978)  | 48° 14′ 56″ N, 0° 19′ 00″ O |                       |
| Menhir du Gué Péan                   | Izé                         |                                                                |                   | 48° 14′ 52″ N, 0° 17′ 33″ O |                       |
| Menhir de la Boussardière            | Montaudin                   |                                                                | Classé MH (1921)  | 48° 22′ 00″ N, 0° 57′ 22″ O |                       |
| Pierre Saint-Guillaume               | Montenay                    | polissoir                                                      | Classé MH (1889)  | 48° 17′ 02″ N, 0° 51′ 17″ O |                       |
| Polissoirs du Taillis du Vau du Bois | Montreuil-Poulay            | 3 polissoirs                                                   |                   |                             |                       |
| Menhir de la Chablère                | Oisseau                     |                                                                |                   | 48° 20′ 32″ N, 0° 41′ 54″ O |                       |
| Menhir de Saint-Civière              | Le Pas                      | autre nom Menhir de Saint-Yviard                               | Classé MH (1889)  | 48° 24′ 34″ N, 0° 42′ 34″ O |                       |
| Pierres Jumelles                     | Sainte-Gemmes-le-Robert     | mégalithe indéterminé                                          | Inscrit MH (1984) | 48° 12′ 31″ N, 0° 24′ 11″ O |                       |
| Dolmen des Erves                     | Sainte-Suzanne              |                                                                | Classé MH (1889)  | 48° 07′ 01″ N, 0° 19′ 53″ O |                       |
| Allée couverte de Baillée            | Saint-Georges-Buttavent     |                                                                |                   | 48° 17′ 45″ N, 0° 44′ 55″ O |                       |
| Pierre Debout                        | Saint-Georges-Buttavent     | menhir                                                         |                   | 48° 18′ 09″ N, 0° 45′ 18″ O |                       |
| Pierre au Renard                     | Saint-Georges-sur-Erve      | sépulture mégalithique                                         | Classé MH (1976)  | 48° 10′ 41″ N, 0° 20′ 14″ O |                       |
| La Hutte aux gabelous                | Saint-Mars-sur-la-Futaie    | allée couverte                                                 |                   | 48° 25′ 19″ N, 0° 58′ 19″ O | La Hutte aux gabelous |
| Pierre au Diable                     | Saint-Pierre-des-Nids       | Menhir                                                         | Classé MH (1978)  | 48° 23′ 23″ N, 0° 08′ 50″ O | Pierre au Diable      |
| Pierre de l'Horloge                  | Saint-Saturnin-du-Limet     | Menhir                                                         | Inscrit MH (1953) | 47° 48′ 00″ N, 1° 02′ 52″ O |                       |
| Allée couverte des Bonnes Dames      | Saint-Thomas-de-Courceriers |                                                                | Inscrit MH (1988) | 48° 15′ 36″ N, 0° 16′ 26″ O |                       |
| Menhir de la Petite Thébauderie      | Saint-Thomas-de-Courceriers |                                                                | Classé MH (1976)  | 48° 15′ 00″ N, 0° 17′ 33″ O |                       |
| Pierre longue de Lèverie             | Saint-Thomas-de-Courceriers | Menhir                                                         | Inscrit MH (1990) | 48° 15′ 25″ N, 0° 17′ 33″ O |                       |
| Dolmen de la Crête                   | Vautorte                    |                                                                | Classé MH (1990)  | 48° 17′ 36″ N, 0° 47′ 54″ O |                       |
| Dolmen des Îles                      | Voutré                      |                                                                | Classé MH (1978)  | 48° 06′ 59″ N, 0° 19′ 31″ O |                       |